# Дужников, Станислав Михайлович
Станисла́в Миха́йлович Ду́жников (род. 17 мая 1973, Саранск, Мордовская АССР, РСФСР, СССР) — российский актёр театра, кино, телевидения и дубляжа; заслуженный артист РФ (2018), заслуженный артист Республики Мордовия (2014). Наиболее известен по роли Бомбы в фильме Романа Качанова «ДМБ» (2000), а также по ролям Лёни Воронина в комедийном телесериале «Воронины» (2009—2019) и Михаила Доценко в сериале «Каменская» (2002—2011).

## Биография
Родился 17 мая 1973 года в Саранске. Родители были врачами. С 1986 года, после смерти деда, ветерана Великой Отечественной войны, жил и учился в селе Старое Шайгово, у бабушки по материнской линии Анастасии Фёдоровны Шишкановой, заслуженного педагога.
На сцене дебютировал ещё в школе — сыграл дочку мачехи в «Золушке» и получил за эту роль приз. Окончил школу с серебряной медалью. Поступил в Саранское училище культуры на факультет режиссуры культурно-массовых мероприятий. Затем учился в Московском институте современного искусства. С четвёртой попытки он поступил в Высшее театральное училище имени Б. В. Щукина, которое окончил в 1998 году (курс Е. В. Князева) и стал актёром Театра имени Гоголя. С 1999 года — актёр «Фабрики театральных событий» М. Горевого. С 2001 года работал в театре под руководством Армена Джигарханяна. В 2009 году был принят в труппу Художественного театра им. А. П. Чехова.
В 1995 году Дужников начал сниматься в кино. Известность актёру принесла роль Толи Пестимеева по прозвищу Бомба в фильме 2000 года «ДМБ» и в последовавших продолжениях. Успех закрепили роли Миши Доценко в телесериале «Каменская» и роль Лёни Воронина в ситкоме «Воронины».
К 2009 году набрал 25 килограммов для телесериала «Воронины», а к 2013 году сбросил 20 килограммов для этого же телесериала.
В 2012 году сыграл значительные роли в фильмах «Метро» и «1812: Уланская баллада».
В 2010 году организовал фестиваль детского и молодёжного творчества «Viva».
В 2014 году Дужников пронёс олимпийский огонь сочинской Олимпиады в своём родном городе Саранске.
25 сентября 2015 года актёр принял участие в театрализованных онлайн-чтениях произведений А. П. Чехова «Чехов жив».
Увлекается фотосъёмкой. В 2018 году провёл выставку собственных работ «Настоящие люди».

## Общественная позиция
В ходе президентских выборов 2018 года был доверенным лицом Президента РФ Владимира Путина.
В 2022 году поддержал нападение России на Украину.
В 2024 году стал доверенным лицом кандидата в президенты России Владимира Путина.

## Личная жизнь
- Первая жена — актриса театра и кино Кристина Бабушкина[14].
  - Дочь — Устинья Дужникова (2007)[4].
- Невеста — Катерина Волга, флорист[15]. Вместе с 2013 года.

Эрзя со стороны мамы, свободно владеет мокшанским языком.

## Творчество

### Театральные работы
Станислав Дужников в 1998 году стал актёром Театра имени Гоголя.
С 1999 года — актёр «Фабрики театральных событий» М. Горевого.
С 2001 года работал в театре под руководством Армена Джигарханяна.
В 2009 году принят в труппу Художественного театра им. А. П. Чехова.
Также играет в различных антрепризах.
- 1998—2000 — «Долетим до Милана» — адвокат Зелко
- 1998—2000 — «Моё преступление» — фабрикант Мыльный
- 1998—2000 — «Безобразная Эльза» — агроном
- 1999—2000 — «Дрейфус» — погромщик
- 1999—2000 — «Петербург» — Андрей Лихутин
- 1999—2001 — «Люди и мыши» — Ленни
- 2000 — «Войцек» — Джек Войцек
- 2001—2009 — «Балалайкин и компания» — полководец Редедя
- 2001—2009 — «Театр-убийца» — Бедбут
- 2002—2009 — «Пороховая бочка» — Геле
- 2003 — «Адриенна, или Браво, мадемуазель Лекуврёр!» — Аббат
- 2003 — «Резиновый принц» — несколько ролей
- 2004—2009 — «Она в отсутствии любви и смерти» — доктор Энгельс
- 2004—2009 — «Три сестры» — Андрей Прозоров
- 2006 — «Цветок смеющейся» — Гарри
- 2009 — «Дон Жуан, или Каменный гость» — Дон Жуан
- 2009 — «Пиквикский клуб» — Джо
- 2010 — «Женитьба» — Юрий Подколёсин
- 2011 — «Дом» —  Александр Савёлов
- 2012 — «Призраки» — Раффаэле
- 2012 — «Примадонны» — доктор Майерс
- 2012 — «Прошлым летом в Чулимске» — Иннокентий Мечёткин
- 2013 — «Поколение Маугли» — Патрик
- 2014 — «Медведь» — Виталий Смирнов
- 2014 — «№ 13D» — Ронни
- 2015 — «Одноклассники» — Костя Новгородцев

### Роли в кино
- 1995 — Барышня-крестьянка — крестьянин в красной рубахе
- 1998 — Дрянь хорошая, дрянь плохая — бармен в ресторане
- 2000 — 2001 — ДМБ — Толя Пестемеев, «Бомба»
- 2000 — 2001 — Остановка по требованию — Александр Евгеньевич, физрук школы
- 2001 — Даун Хаус — боярин Свиньин
- 2001 — 2004 — Дальнобойщики (пятая серия «Дочь олигарха» / десятая серия «Туман») — телохранитель Константин Фадин
- 2002 — 2011 — Каменская — Михаил Доценко, капитан милиции
- 2003 — Теория запоя — Саша Белов, тракторист
- 2004 — Француз — Анатолий Щеглов
- 2004 — Турецкий гамбит — Семён Алексеев, буфетчик
- 2005 — Мошенники — Василий Зорин
- 2005 — Персона нон грата — Иван Пургин, «Слон»
- 2005 — Умножающий печаль — Василий Теплов, «Смаглий»
- 2005 — Херувим — Николай Юрченко, телохранитель Стаса
- 2006 — Девочки — Пётр Сергеевич Назаров, хозяин компании «Девочки»
- 2007 — Параграф 78 — Андрей Войтевич, «Люба́»
- 2007 — Любовь-морковь — Данила
- 2007 — Отрыв — Илья Романюк
- 2007 — Май — Сергей Артемьев, «Брателла»
- 2007 — Погоня за ангелом — Виктор Репкин, «Репа»
- 2007 — Снежный ангел — Андрей Виноградов
- 2007 — Давай поиграем — Олег Захаров, «Кондёр»
- 2007 — Луна — Одесса — Митя, брат Бориса
- 2007 — Неуловимая четвёрка — Денис, «Дэн»
- 2008 — Никто не знает про секс-2: No sex — Арсений Волобуев
- 2008 — Господа офицеры: Спасти императора — Семён Неясный
- 2008 — Колечко с бирюзой — Пётр
- 2008 — От любви до кохання — Глеб Беляченко
- 2008 — Приключения в Тридесятом царстве — Илья Муромец
- 2008 — Мины в фарватере — Борис Кочин
- 2008 — Прилетит вдруг волшебник — Георгий Степанович Новгородцев
- 2008 — Операция «Праведник» — Виктор Абрамов
- 2008 — Пятница. 12 — Костя, сержант, «Угрюмый»
- 2009 — Аннушка — Василий Юрьевич Галочкин (дядя Вася), муж тёти Гали
- 2009 — Люди Шпака — Богдан Нехода
- 2009—2019 — Воронины — Леонид Николаевич Воронин, капитан / майор / подполковник милиции / полиции, старший брат Кости
- 2009 — Покушение — Юрий Дормидонтович Мамонтов, оперный певец, народный артист
- 2009 — 2010 — Неудачников.net — Валентин Смирнов
- 2010 — Энигма — Сергей Свирский
- 2010 — Бриллиантовая рука 2 — Алексей Забегаев, капитан милиции
- 2010 — Трамвай в Париж — Алексей Иванович
- 2011 — 2012 — Молодожёны — Лёня Воронин (23 серия)
- 2012 — 1812: Уланская баллада — унтер Птуха
- 2013 — Метро — Михаил, курьер
- 2013 — Ледников — Сергей Прядко, следователь
- 2015 — Счастье — это... (киноальманах) — Гусляров
- 2015 — Точки опоры — Дмитрий Николаевич Астров, прокурор района
- 2016 — Журналюги (на экраны не вышел) — Юрий Дубов, борец
- 2016 — Жили-были мы — дядька с лошадью
- 2017 — Графомафия — сержант Попонин
- 2018 — Рубеж — Панаитов
- 2018 — Парень из Голливуда, или Необыкновенные приключения Вени Везунчика — аккордеонист Палыч
- 2019 — Счастье – это… Часть 2 — Туманов тренер новелла «Самый важный игрок»
- 2020 — Разбитое зеркало —Виктор, брат Даши
- 2020 — Катран — Миша, актёр
- 2021 — Угрюм-река — Ферапонт
- 2021 — 2025 — Ивановы-Ивановы — Борис Иванов, брат Антона (пятый—седьмой сезоны)
- 2022 — Артек. Большое путешествие — Василий Осипов, папа Николетты и Елисея
- 2022 — Оливье — Виктор Верин, старший сын Михаила
- 2023 — Я хочу! Я буду! — Семён
- 2023 — Кино про бандитов — Беляш
- 2023 — Сюрприз для мамы
- 2023 — Степан Эрьзя. Долгий путь домой
- 2023 — Школа Бабы-Яги
- 2024 — Костя — Вера — Леонид Николаевич Воронин, муж Насти, брат Кости, бывший полицейский, с шестнадцатой серии — адвокат
- 2024 — Водитель-олигарх — водитель-олигарх

### Документальные фильмы
- 2005 — Просто Стас. Называй меня так…
- 2008 — Раз, два, три, БОМБА!
- 2011 — Сергей Никоненко. О, счастливчик!
- 2011 — Ко Дню Рождению Армена Джигарханяна
- 2014 — Судьба актёра

### Реклама
- Социальная реклама «Будь мужиком» (2001—2006)
- Реклама ламп «Gaus» (2008)
- Реклама «Банк ВТБ 24» (2015)

### Озвучивание мультфильмов
- 2011 — Тайна Сухаревой башни — император Пётр I
- 2014 — Тайна Сухаревой башни. Чародей равновесия — император Пётр I
- 2015 — Последний человек Атлантиды — Максимилиан

### Дубляж
- 2012 — Тэд Джонс и Затерянный город — Копанин[17]
- 2012 — Ральф — Ральф[18]
- 2013 — Оз: Возвращение в Изумрудный Город — филин Савва[19]
- 2018 — Ральф против интернета — Ральф[20]

В интервью корреспонденту газеты «Metro Москва» Дужников так говорил об озвученном им персонаже из полнометражного анимационного фильма «Ральф»: «Конечно, Ральф — это „круши-ломай“, но на самом деле это ранимая и тонкая душа. На сегодняшний день мы забываем о таких вещах, как дружба, любовь, самоотверженность, о других таких вещах, которые раньше, в советское время, проецировали на молодёжь. И этот мультик… будет учить подрастающее поколение таким необходимым как воздух вещам».

### Телевидение
- В 2003 году был ведущим программы «Неслучайные встречи».
- В 2005 году принял участие в программе «Армейский магазин».
- В 2007 году принял участие в программе «Всё включено».
- В 2007—2008 годах был ведущим программы «Успеть за 23 минуты» на канале ТВ-3[21].
- В 2010 и в 2014 годах принимал участие в программе «Субботний вечер». С сентября 2016 года исполнял в ней постоянную роль режиссёра.
- С 2011 года является соведущим программы «Киноляпы».
- С 2012 года член жюри программы «Без башни».
- В 2013 году был членом жюри программы «Креативный класс» на СТС.
- В 2013 году — ведущий программы «Мой папа — мастер» на канале «Россия-1»[22].
- В 2014 году участвовал в шоу «Живой звук».
- В мае 2023 года принял участие в скетчкоме «Истории большой страны» на канале «Россия-1»[23].

### Вокал
- «Миллицейский рок-н-ролл» — фильм «Люди Шпака»
- «Креветки» — фильм «Неудачников.net»
- «Всё будет хорошо» — фильм «Неудачников.net»
- «Мы повсюду» — фильм «Неуловимая четвёрка»
- «Под гитару» — фильм «Май»
- «О, Боже, какой пустяк!» — программа «Живой звук»
- «Частушки про людей» (совместно с Юрием Стояновым) — программа «Субботний вечер»

### Музыкальные клипы
- 2017 — Би-2 — «Виски» — городовой[24]
- 2018 — Денис Клявер — Когда ты станешь большим
- 2019 — Анна Семенович — Хочешь

## Награды

### Государственные награды
- 2014 — Почётное звание «Заслуженный артист Республики Мордовия»[2].
- 2018 — Почётное звание «Заслуженный артист Российской Федерации» — за большой вклад в развитие отечественной культуры, искусства, средств массовой информации и многолетнюю плодотворную деятельность[1].
- 2025 — Медаль «За труды в культуре и искусстве» — за вклад в развитие отечественной культуры и искусства, многолетнюю плодотворную деятельность[25].

### Премии
- 2003 — Премия «Армия» (фильм «ДМБ»).
- 2008 — Премия «Ирония судьбы» за главную роль в сериале «Колечко с бирюзой».
- 2011 — Премия «Золотой Носорог» за лучшую мужскую главную роль в сериале «Воронины»[26].
- 2014 — Премия «Милиционер кино» за 18 сыгранных милицейских ролей в кинематографе[27].
- 2014 — Премия Олега Табакова за возвращение на сцену МХТ им. А. П. Чехова театрального бестселлера XXI века[28]